# Спонтани бактеријски перитонитис
Спонтани бактеријски перитонитис (СБП) је бактеријска инфекција асцита у одсуству примарних интраабдоминалних узрока или других великих инфекција (нпр. ендокардитиса или бронхопнеумоније). Узрокован је бактеријском транслокацијом коју фаворизује портална хипертензија. Представља честу компликацију (код 1/3 болесника са асцитом узрокованим цирозом јетра). Сматра се опасаном инфекцијом са стопом морталитета код и до 20% случајева.

## Етиологија
Традиционално, три четвртине спонтаних инфекција код бактеријског перитонитиса узроковано је аеробним грамнегативним организмима. Међу грам негативним бактеријама које се налазе у 65% позитивних резултата културе код СБП доминира Escherichia coli, док је Klebsiellae  други најчешћи  узрочник. У преостале патогене спадају грам позитивне бактерије. Неки подаци, међутим, сугеришу да се проценат грам позитивних инфекција може повећати. Једна студија наводи 34,2% инциденције стрептокока, што је на другом месту после Enterobacteriaceae.  Стрептококи групе Вириданс  чинили су 73,8% ових изолата стрептокока.
Анаеробни организми су ретки због високог парцијалног притиска кисеоника асцитичној течности. Док су појединачни микроорганизми забележен у 92% случајева, у 8% случајева откривено је полимикробно присуство.
Утврђено је и да постоји и разлика у одгору организма на бактерије код хоспитализованих и нехоспитализованих пацијената са СБП. Па тако код прве групе болесника преовлађују грам негативне бактерије, док се у другој групи налазе грам позитивне бактерије (19% врста стрептокока).
Експерименти који су моделирали цирозу јетре и пратећи СБП код пацова откривено је да су се патогени у асцитној течности разликовали од оних код људи. Углавном је то био Enterococcus faecalis који је изолован из асцитне течности код пацова захваћених цирозом изазваном тетрахлорометаном, а СБП је у једној половини случајева био полимикробног порекла.

### Фактори ризика
Пацијенти са цирозом који су у декомпензованом стању су у највећем ризику од развоја спонтаног бактеријског перитонитиса. Бактеријска транслокација (прелазак одрживог микроорганизма из лумена црева у мезентеричне лимфне чворове) је кључни фактор у развоју спонтаног бактеријског перитонитиса. Низак ниво комплемента је повезан са развојем спонтаног бактеријског перитонитиса. Пацијенти са највећим ризиком од спонтаног бактеријског перитонитиса имају смањену синтетичку функцију јетре са повезаним ниским нивоом укупног протеина или продуженим протромбинским временом (ПВ).
Пацијенти са ниским нивоом протеина у асцитичној течности (< 1 г/дЛ) имају 10 пута већи ризик од развоја спонтаног бактеријског перитонитиса од оних са нивоом протеина већим од 1 г/дЛ.

## Клиничка слика
Симптоми СБП укључују:
- грозницу,
- мучнину,
- повраћање,
- бол у стомаку,
- општу слабост.

И док се већина пацијента може жалити на бол у стомаку и погоршање асцитеса, око 13% пацијената је без знакове или симптоме, а у неким случајевима, хепатична енцефалопатија може бити једина манифестација СБП.

## Дијагноза
Инфекција перитонеума изазива инфламаторну реакцију са накнадним повећањем броја неутрофила у асцитесној течности. Дијагноза се поставља парацентезом (аспирација асцитичне течности иглом).  Ако тако оспирирана течност садржи неутрофиле чији је број већи од 250 ћелија по мм3 (што је једнако броју ћелија од 250 к 106/Л) течности у одсуству другог разлога за то (као што је запаљење једног од унутрашњих органа или перфорација) дијагностикује се СБП.
Течност се такође узгаја на подлози да би се идентификовале бактерије. Ако се узорак шаље у обичном стерилном контејнеру, 40% узорака ће идентификовати врстму микроорганизам, док ако се узорак шаље у бочици са медијумом за културу, осетљивост теста се повећава на 72–90%.

## Превенција
Следећи болесници са цирозом јетре могу имати користи од антибиотика (нпр. орални флуорокинолон норфлоксацин):
- пацијенти са протеином у асцитесној течности који <1,0 g/dL.
- пацијенти са течним протеином <15 g/L и Child–Pugh скором од најмање 9 или оштећеном функцијом бубрега.[4]

- пацијенти са претходно прележаним СБП.[5]

Болесници са цирозом који су примљени у болницу требало би да добију профилактичке антибиотике ако имају варикозитет једњака који крвари.
Студије о употреби рифаксимина код пацијената са цирозом сугеришу да његова употреба може бити ефикасна у превенцији спонтаног бактеријског перитонитиса.

## Терапија
Терапија почиње применом цефотаксима у трајању од најмање 5 дана и проверу зарастања другом анализом асцитичне течности, која се може урадити у року од 48-72 сата од прве провере. Препоручена доза, са нормалном функцијом бубрега, је 2 г сваких 8-12 сати.
Аминогликозиди су контраиндиковани јер су одговорни за нефротоксичност у великом броју случајева.
Одговарајућом терапијом поред санација акутне инфекције требало би спречити како рецидив (нпр. дуготрајном антибиотском профилаксом), тако и почетак бубрежне инсуфицијенције давањем албумина.